# Provincia Phetchabun
Phetchabun (în thailandeză เพชรบูรณ์) este o provincie (changwat) din Thailanda. Situată în regiunea de Nord, provincia Phetchabun are în componența sa 11 districte (amphoe), 117 de sub-districte (tambon) și 1261 de sate (muban). 
Cu o populație de 996.446 de locuitori și o suprafață totală de 12.668,4 km2, Phetchabun este a 20-a provincie din Thailanda ca mărime după numărul populației și a 9-a după mărimea suprafeței.